# Villa Hüncken

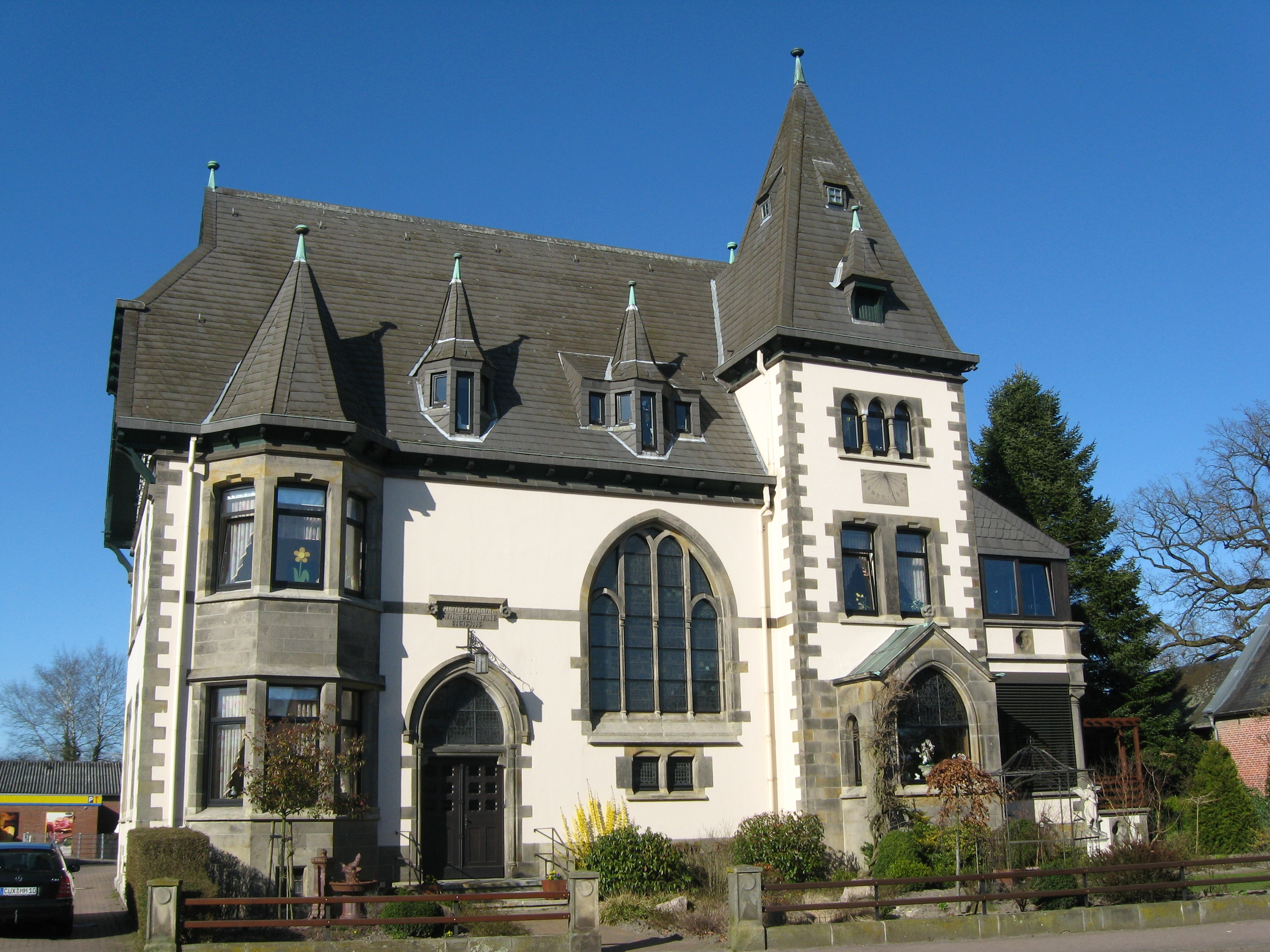
Südfassade (2011)

Die Villa Hüncken, auch Senioren-Schlösschen genannt, zentral in der niedersächsischen Gemeinde Hagen im Bremischen, Amtsdamm 31, im Landkreis Cuxhaven, stammt vom Anfang des 20. Jahrhunderts.
Seit 1972 wird das Gebäude als Pflegeheim genutzt. Zunächst durch die Familie Stolze/Holz. Seit Dezember 2015 ist die Immobilie im Eigentum der Familie Hauke Christiansen. Familie Christiansen führt mit der Pflege-Service Hagen GmbH als Betriebsgesellschaft ein Pflegeheim mit 41 vollstationären Plätzen (Stand 2024).
Das Gebäude steht unter Denkmalschutz (siehe auch Liste der Baudenkmale in Hagen im Bremischen).

## Geschichte
Das zweigeschossige traufständige verputzte historisierende Gebäude im neogotischen Stil, mit schiefergedecktem Krüppelwalm- und Satteldach mit verspielten Gaubendächern, dem dreigeschossigen Türmchen über dem Haupteingang mit spitzem Zeltdach, dem zweigeschossigen linken turmartigen Standerker sowie den eingefassten Rahmungen recht unterschiedlicher Fenster wurde 1908 (Inschrift) nach Plänen des Kirchenbaumeisters Eberhard Hillebrand für seinen Schwiegersohn, den Gutsbesitzer Arend Hüncken gebaut. Das T-förmige Haus hat einen nördlichen zweigeschossigen Flügel. Die aufwändigen Fassaden sind gestaltet mit Putz, Werkstein, Eckquaderungen und Fachwerk im Giebelbereich. Die Innenausstattung ist gut erhalten, die vierbahnigen Spitzbogenfenster haben noch die Originalverglasung.
Nach Um- und Anbauten wurde aus der Villa ein Senioren-Pflegeheim für 41 Bewohner aller Pflegegrade.
Das Landesdenkmalamt befand u. a.: „… Bedeutsam ist die Villa in … kunstgeschichtlicher sowie künstlerischer Hinsicht wegen der überaus gut überkommenen Innenausstattung.“
Der Architekt Hillebrand entwarf u. a. Kirchen wie die Gartenkirche St. Marien, die Lutherkirche (beide in Hannover) und die Pauluskirche (Bielefeld).